# Julian Emonet
Julian Emonet, né le 4 janvier 1992 à Sartrouville, est un handballeur français. Il évolue au poste d'ailier gauche au Limoges Handball depuis 2020.

## Carrière
Né à Sartrouville, Julian découvre le handball à l'âge de 14 ans. C'est ensuite à l'OC Cesson qu'il commence sa formation en évoluant alors en Nationale 3. Puis, il rejoint en 2010, à l'âge de 18 ans le centre de formation de l'US Dunkerque HBGL où il signe son premier contrat professionnel de trois ans à compter de la saison 2012-2013. Il prolonge jusqu'à la saison 2016-2017 avec le club de l'US Dunkerque HBGL.
Il prend ensuite la décision de quitter son club formateur pour rejoindre le club du HBC Nantes, pour deux ans à compter de la saison 2017-2018.

## Palmarès

### En club
Compétitions internationales
- Finaliste de la Ligue des champions en 2018
- Finaliste de la Coupe de l'EHF en 2012

Compétitions nationales
- Vainqueur du Championnat de France (1) : 2014
  - Deuxième en 2020
- Vainqueur de la Coupe de France (1) : 2011
- Vainqueur de la Coupe de la Ligue (1) : 2013
- Vainqueur du Trophée des champions (2) : 2012 et 2017

### En sélection
- Médaille d'or au Festival olympique de la jeunesse européenne 2009 (hu)